# Arturo Caballero
Arturo Caballero (Cenicero (La Rioja), 1877 - Madrid, 1950) fue un botánico, micólogo, algólogo, y profesor español. Fue el primer director del Instituto Botánico Cavanilles.
Estudió en la Facultad de Ciencias (Sección de Naturales) de la Universidad Central de Madrid, licenciándose en 1898.
En 1906, por oposición, ocupó el puesto de curador de Herbarios del Jardín Botánico de Madrid, donde hizo su tesis doctoral y, que defendió en 1908: Algunas relaciones numéricas de las hojas de las plantas.
En 1912, fue expedicionario botánico en la Comisión Científica, de Odón de Buen (1863-1945), explorando por un mes, la región septentrional del Protectorado español en África (hinterland de Melilla, Nador, Gurugú, etc.) En 1915 vuelve al área norteafricana enviado por la "Junta de Ampliación de Estudios e Investigaciones Científicas". En 1923 continuó los estudios florísticos en la región de Larache, Marruecos español; y en 1934, interviene como botánico en la expedición científica de Eduardo Hernández-Pacheco (1872-1965) enviado a Ifni. Entre las décadas de 1930 a 1940 participó en exploraciones botánicas por diversos territorios peninsulares: serranía de Cuenca, Cáceres, Salamanca.

## Honores

### Epónimos
En su honor se nombran unas 24 especies, entre ellas a:
- (Leguminosae) Genista caballeroi Pau ex Caball., 1917
- (Asteraceae) Pilosella caballeroi Mateo, 2006
- (Orchidaceae) Orchis × caballeroi Rivas Goday, 1946
- (Saxifragaceae) Saxifraga caballeroi Cámara & Sennen, 1936

Lista completa en IPNI 

### Membresías
- Miembro de número de la Comisión Permanente de Botánica de la Real Academia de Ciencias y Artes de Barcelona. 1921
- Correspondiente de la Real Academia de Ciencias y Artes de Madrid. 1922
- Consejero del Consejo Superior de Investigaciones Científicas.

- La abreviatura «Caball.» se emplea para indicar a Arturo Caballero como autoridad en la descripción y clasificación científica de los vegetales.[1]